# 마이클 루커스

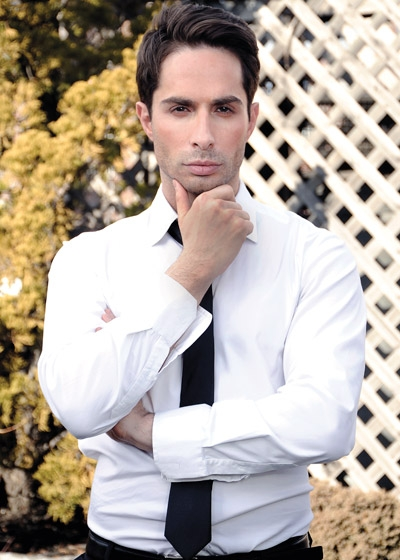
마이클 루커스

마이클 루커스(영어: Michael Lucas, 1972년 3월 10일 ~ )는 게이 포르노 배우이자 감독인 동시에 뉴욕의 가장 큰 게이 성인 영화 회사인 루커스 엔터테인먼트의 창시자이며 CEO이다. 또한 그는 유대교와 이슬람에 대한 거리낌없는 발언과 게이 커뮤니티내의 마약 사용과 안전하지 않은 성행위에 대해 비판한 발언을 통해 알려져 있기도 하다. 루커스는 미국으로 오기 2년 전인 1995년에 독일로 옮겨갔고 프랑스에서 2년간 살았다. 그는 2004년 11월 12일에 미국 시민권을 획득하였다.
그는 러시아 모스크바에서 태어났고 그곳에서 대학을 다녔다. 대학을 졸업하기 전에 그는 한 여행사의 주인이었다. 그는 남성 매춘, 누드 모델의 일을 하였다. 독일의 한 이성애 포르노에 등장한 것이 그의 처음이었고 뒤이어 프랑스에서 2편의 게이 포르노를 촬영한다.
1998년에 그는 매춘을 통해 벌어들인 돈으로 루커스 엔터테인먼트를 설립했다. 그의 스튜디오의 작품들은 여러 시상식에서 많은 우승을 하였다.

## 같이 보기
- 게이VN 어워드